# Тирумажисей
Тирумажисей (Thirumalisai), также Тирумалисай, Бхактисара — вайшнавский тамильский святой, принадлежавший к группе поэтов-подвижников альваров. Получил своё имя по месту рождения. Предположительно, жил в VII веке. Вайшнавы считают Тирумажисея воплощением одного из главных атрибутов Вишну — сударшана-чакры.
Согласно индуистскому преданию, Тирумажисей родился у риши Бхаргавы и его жены Канаканги. Тирумажисей пребывал во чреве матери в течение 12 месяцев. Вышедший из чрева младенец представлял собой бесформенный и безжизненный кусок плоти, не имевший ни ног, ни рук. Опечаленные родители оставили его в бамбуковых заролях и ушли прочь. Вскоре в лесу явились Вишну и его супруга Лакшми. Они оживили кусок плоти, немедленно превратившийся в прекрасного младенца. Проходивший мимо туземец Тирувалан обнаружил плачущего младенца и усыновил его.
В юности, изучив буддизм и джайнизм, Тирумажисей стал ярым последователем Шивы, приняв имя «Шивавакья». Однажды он увидел в поле старика, посадившего в землю росток дерева корнями вверх. Он пытался поливать его из дырявого горшка, которым черпал воду из пересохшего колодца с помощью старой верёвки. Когда Шивавакья спросил старика, почему тот посвятил себя этому бессмысленному занятию, старик (который был Пейальваром) ответил, что по сравнению с тем, чем занимается Шивавакья, его занятие вовсе не так бессмысленно. Шивавакья посвятил себя шиваизму, прекрасно зная, что Веды и смрити объявляют верховным божеством не Шиву, а Нараяну. Пей одержал вверх в завязавшемся философском дебате, и Тирумажисей стал его учеником, получив новое имя «Бхактисара». Позднее, Бхактисара осел в Кумбаконам, где сочинил несколько сотен гимнов, которые вошли в сборник «Дивья-прабандха».